# 포클랜드 (노스캐롤라이나주)

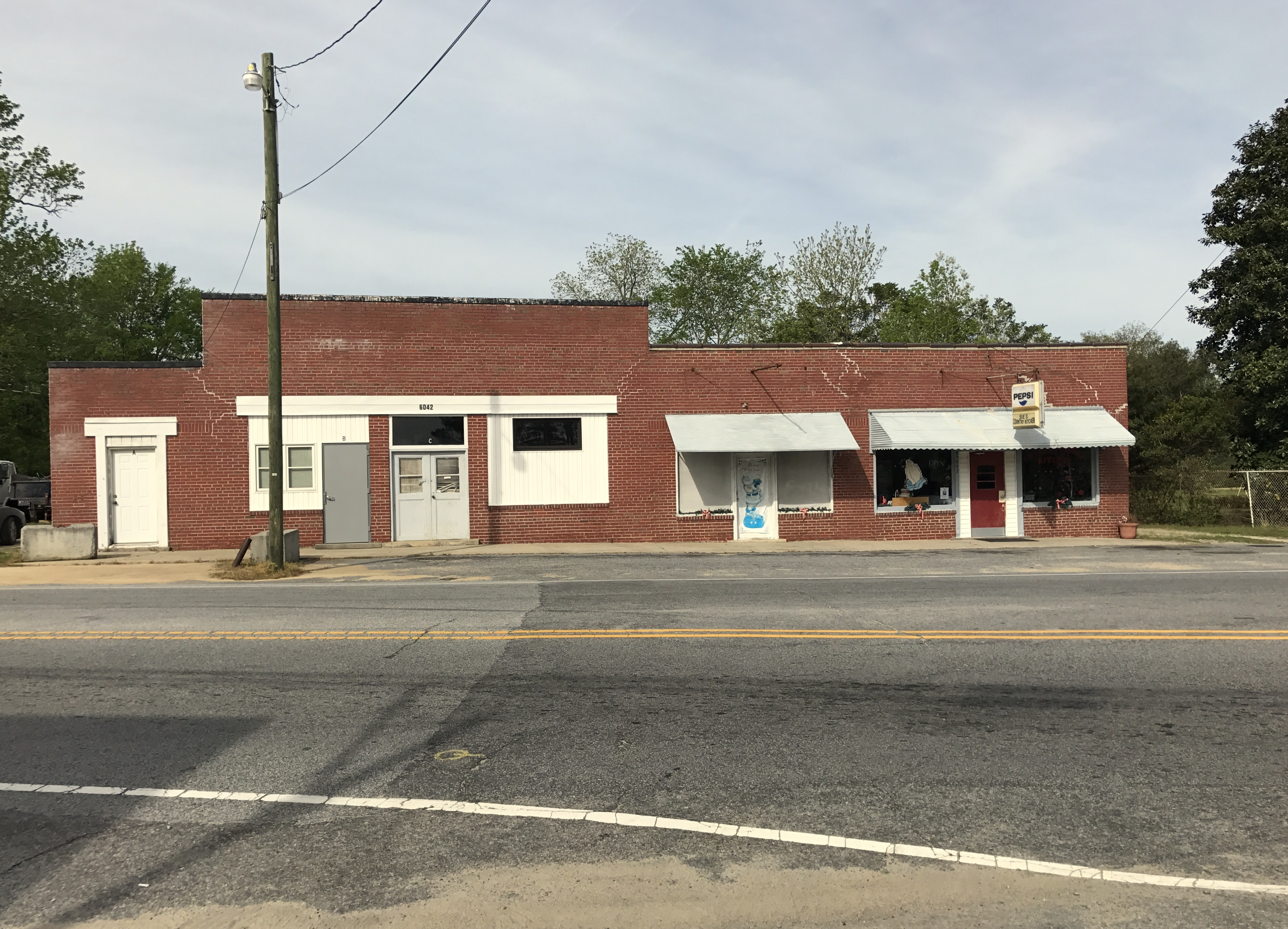

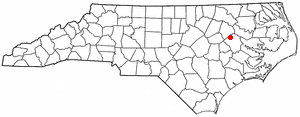

포클랜드(Falkland)는 미국 노스캐롤라이나주 피트군의 도시이다. 이 지역의 인구 수는 2010년 인구조사에 따르면 총 96명으로, 피트군에서 가장 인구 수가 적은 도시이다. 노스캐롤라이나주 이너뱅크스 지역의 그린빌 메트로폴리턴 에어리어의 일부이다.

## 인구
| 인구조사              | 인구 | Note  | %±     |
| --------------------- | ---- | ----- | ------ |
| 1890년                | 61   |       | —      |
| 1900년                | 139  |       | 127.9% |
| 1910년                | 132  |       | −5.0%  |
| 1920년                | 198  |       | 50.0%  |
| 1930년                | 187  |       | −5.6%  |
| 1940년                | 188  |       | 0.5%   |
| 1950년                | 174  |       | −7.4%  |
| 1960년                | 140  |       | −19.5% |
| 1970년                | 130  |       | −7.1%  |
| 1980년                | 118  |       | −9.2%  |
| 1990년                | 108  |       | −8.5%  |
| 2000년                | 112  |       | 3.7%   |
| 2010년                | 96   |       | −14.3% |
| 2019 (추산)           | 98   | [ 1 ] | 2.1%   |
| U.S. Decennial Census |      |       |        |